# Кафана Гусарски брод
Кафана Гусарски брод се налазила у Београду у улици Краља Александра 218, у близини Липовог лада и пијаце Ђерам.

## Историјат
Године 1933. група уметника на челу са сликарима Мирком Кујачићем и Иваном Лучевим празан атеље архитекте Светомира Лазића претворила је у уметничку кафану. Атеље су опремили као унутрашњост брода, с ленгерима, рибарским мрежама, чамцима, насликаним таласима, гусарима, топом, капетанским мостом итд. У дворишту су поставили брод од дрвета, који је за време окупације био иселчен за огрев.
Године 1935. на месту ове кафане отворен је нови ресторан Павиљон амбасадора.

## Келнери кафане
За келнере су били ангажовани уметници који су били обучени у гусарска одела и били награђивани процентом од зараде. Уметници нису успели да одрже локал на потребном нивоу и затворили су га након месец дана од отварања. Ни сам Кујачић који је био чувени београдски боем није имао дара за угоститељство.

## Гости кафане
Гости кафане су били виђени највећи београдски боеми тог времена: Тин Ујевић, Раде Драинац и Сима Миличић.